# 호경 (신라)
호경(虎景, ?~?)은 신라 말기의 군인, 개성의 호족으로 고구려 출신 신라의 장군이다. 고려 태조(왕건)의 외6대조로, 김관의(金寬毅)의 책 《편년통록(編年通錄)》에 의하면 고구려 출신이라 한다. 자칭 또는 별칭이 성골장군이었다고 한다. 신천 강씨의 시조이며, 곡산 강씨, 재령 강씨도 그의 후손이었다. 처음 이름은 강기(康騎)였다가 뒤에 호경으로 개명하였다.
태조 왕건의 증조모 정화왕후 강씨의 증조부로서, 왕건의 선조들 중 문헌에 나타나는 인물이다. 김관의의 편년통록이나 민지의 본조편년강목 등에 의하면 당시 고려인들은 그를 실질적인 시조로 보았다. 편년등록, 국조편년강목에 의하면 그는 백두산을 유람하다가 처음으로 개성 서남쪽 부소산(扶蘇山)에 처음 정착했다 한다.
신천강씨 문중에 의하면 그는 섬서성 경조(京兆) 출신인 강숙(康叔)의 둘째 아들 강후(康侯)의 67대손이다. 그의 후손들은 후고구려 건국 무렵에는 이미 황해도 신천 지역의 호족으로 성장하였다.

## 생애
신라의 군인이자 호족으로, 고구려의 유민 출신이었으며 자칭 성골장군이라 칭하였다. 부모와 가까운 친족, 초기 생애에 대해서는 알려진 바가 없다. 신천강씨 문중의 전설에 의하면 섬서성 경조 사람인 강숙(康叔)의 둘째 아들 강후(康侯)의 67대 후손이라 한다.
김관의(金寬毅)는 그의 책 《편년통록(編年通錄)》에, 민지는 자신의 책 본조편년강목에 강호경의 출신을 고구려계라 하였다. 고구려계 출신인 호경은 성골장군(聖骨將軍)이라고 자칭하며, 혹은 성골장군이라 불렸다 하며 그가 백두산에서부터 유람을 시작해 부소산 골짜기에 도착해 자리를 잡고 살기 시작했다고 한다. 왕건의 가계는 강씨의 사위가 되면서 송악(松岳)에 정착할 수 있었는데, 왕건의 증조부 왕국조는 호경의 4대손 강보육의 딸 진의와 결혼함으로써 송악에 정착하게 되었다.
호경은 강충(康忠)을 낳았으며, 강충은 강서 연안촌 장자의 딸과 결혼하여 이제건(伊帝健), 보전(寶甸), 보육(寶育) 등을 낳았다. 그의 직계 14세 후손은 고려 충렬왕 때 신성부원군에 봉해진 충렬공 강지연(康之淵)이다.
어느날 호경은 한동네 사람들과 평나산으로 사냥을 나갔다가 날이 저물어 굴에서 자던 중 호랑이 한 마리가 굴에 나타났다. 굴 안의 일행은 어쩔 수 없이 갓을 벗어던져 제물이 될 사람 또는 호랑이와 싸울 사람을 결정하기로 했다. 이때 호경이 던진 갓을 호랑이가 물자 호경은 싸우려 나갔고, 때마침 동굴이 무너져 오히려 동굴 속에 있던 다른 사람들은 모두 죽게 되었다. 호경이 죽은 이들의 장사를 지내주고 산신에게 제사를 올렸는데, 자칭 평나산 주인이라고 하는 과부 여산신이 나타났다. 신화에 따르면, 이 과부 여산신이 바로 굴을 막고 으르렁거리던 호랑이였다고 한다. 여산신이 호경에게 “그대와 부부의 인연을 맺어 함께 신정(神政)을 펼치려 하오니 이 산의 대왕(大王)이 되어주소서.”라고 말하며 청혼하였으며, 여산신의 말이 끝나자 호경은 여산신과 함께 사라졌다고 한다. 그 광경을 본 고을 사람들이 구전하여, 사당을 세워 호경을 산의 대왕으로 모셨다고 한다. 그러나 호경을 모셨다는 사당의 위치는 전하지 않으며, 산의 여신이 과부였다는 기록을 볼 때 산의 주인은 여신이 아니라 인간이었을 가능성이 높다.
사후의 묘소는 실전되었고 고려 건국 후에 태조 왕건이 강호경을 국조라 칭했다 하나 그에게 내려진 증직 벼슬도 실전되어 전하지 않는다. 전설에 의하면 구룡산 산신이 된 호경은 옛 부인을 잊지 못해 가끔 밤마다 찾아왔고, 그들 사이에서 아들 강충이 태어났다고 한다.

### 사후
그는 왕건의 증조모 정화왕후의 증조부였지만 문헌에 이름이 등장하는 왕건의 첫 선조가 된다. 호경은 아들 강충(康忠)을 두었고, 강충은 아들 이제건과 강보육, 강보전을 두었다. 이제건은 동생 중 강보육의 비범함을 보고 동생 보육에게 자신의 딸 덕주를 시집보냈다. 보육은 태조 왕건의 외고조부이다. 보육과 덕주는 딸을 여러 명을 두었는데, 그중 한 명은 정화왕후 강씨로 추존된 진의이다. 진의는 당나라 귀족과의 사이에서 의조 작제건을 출산하여 왕건의 증조모가 된다. 그러나 작제건의 아버지인 왕국조가 누군가는 정확히 알려지지 않고 있다.
아들 강충은 황해도 신천군의 호족이 되었으며, 그의 후손들은 후고구려 건국 무렵에는 황해도 신천군 일대의 유력 호족 가문으로 성장하였다. 궁예의 정비 신천 강씨도 그의 후손이었다.

## 가계
- 아버지 : 강씨(康氏)[3]
- 어머니 : 미상(未詳)[4]
  - 문신 : 호경(虎景)[5]
  - 부인 : 좌곡 여인(坐谷 女人)[6]
    - 아들 : 강충(康忠), 신라(新羅)에서 아간(阿干)을 지냈다.
    - 며느리 : 구치의(具置義) - 서강(西江) 영안촌(永安村) 부자(父子) 구씨(具氏)의 딸
      - 손자 : 강보승(康寶承)[7]
      - 손자 며느리 : 미상(未詳)[8]
      - 손자 : 강보전(康寶甸)
      - 손자 며느리 : 미상(未詳)[9]
      - 손자 : 강보육(康寶育)
      - 손자 며느리 : 강덕주(康德州)
        - 증손자 : 강적(康迪) - 평장사(平章事)
        - 증손자 며느리 : 미상(美詳)
          - 고손자 : 강인(康仁)
          - 고손 며느리 : 연안 이씨(延安 李氏)
            - 현손자 : 강세(康世)
            - 현손 며느리 : 수안 이씨(遂安李氏)[10]
              - 7대 손자: 강선힐(康瑄詰)
              - 7대손 며느리 : 진한국부인(辰韓國夫人)[11]
                - 증손녀 : 정화왕후(貞和王后)
                - 증손녀 사위 : 국조(國祖)

## 같이 보기
| - 강충 - 강보육 - 강보전 - 이제건 - 작제건 - 태조 왕건 - 강태주 - 강기주 - 도선 - 도선비기 - 강이식 - 고구려 - 신라의 삼국 통일 - 왕국조 | - 궁예 - 왕륭 - 신주원부인 - 강조 - 강지연 - 강숙재 - 강윤성 - 도조 - 이자춘 - 이성계 - 신덕왕후 - 강득룡 - 강감찬 - 신천 | - 무안대군 - 의안대군 - 경순공주 - 이방원 - 이제 - 강순 - 강곤 - 남이 |